# Leptospermum jingera
Leptospermum jingera là một loài thực vật có hoa trong Họ Đào kim nương. Loài này được Lyne & Crisp mô tả khoa học đầu tiên năm 1996.